# Night Mission Pinball
Night Mission Pinball (спочатку випущена як A2-PB1 Pinball: Night Mission) — відеогра-симулятор пінболу, опублікована Sublogic у 1982 році. Він був розроблений Брюсом Артвіком для Apple II, потім перенесений на 8-бітну сімейство Atari, Commodore 64 і IBM PC (як самозавантажувальний диск).

## Геймплей
Night Mission Pinball імітує пінбол. Гравці можуть змінювати десятки налаштувань у симуляторі, зокрема кількість м’ячів у грі, швидкість м’ячів, силу ласт, чутливість до нахилу, стрибкоподібність поверхонь і гравітаційну силу, що діє на м’ячі. До чотирьох гравців можуть змагатися за високий бал.
У версії Atari використовується монохромна графіка високої роздільної здатності.

## Реліз
Спочатку гра продавалася як A2-PB1 Pinball і мала підзаголовок «Нічна місія». Версія для Apple була випущена в травні 1982 року. Версія Commodore 64 була випущена наприкінці 1983 року.

## Рецепція
Роберт С. Грей з SoftSide написав, що конфігурація версії IBM PC перетворює пінбол із азартної гри на «гру інтелектуального вибору». В огляді журналу PC Magazine Корі Сендлер назвав це «дивним поєднанням гри та випускного уроку фізики», яке може сподобатися любителям і тим, хто хоче дізнатися, як фізика впливає на дизайн гри.
Деякі рецензенти порівнювали її з іншими аркадними іграми, випущеними приблизно в той же час. Джон Дж. Андерсон з Video & Arcade Games назвав реалізм версії Atari «нав'язливою» і похвалив її конфігурацію, навіть незважаючи на те, що ніхто не може створити власний пінбол, як у Pinball Construction Set. Журнал «Computer Games Magazine» поставив їй оцінку «А+» і назвав «найкращою комп’ютеризованою грою у пінбол», оскільки в ній є деякі функції, яких немає в PCS, наприклад, механіка «нахилу». Порівнюючи його з Raster Blaster і David's Midnight Magic ' рецензенти Computer Gaming World визначили, що Night Mission має найкращу фізику м’яча та найшвидші м’ячі, що робить його найкращим вибором. Рік Тевербо з Electronic Games назвав її «найскладнішою» з ігор у пінбол, випущених у 1983 році .